# Otto Landahl
Otto Landahl, född 22 oktober 1889 i Härnösand, död 31 mars 1949 i Helsingborg, var en svensk skådespelare.
Landahl filmdebuterade 1935 i George Schnéevoigts film Fredlös och han kom att medverka i tolv filmer. Han var dock främst teateraktör och som sådan anställd vid Helsingborgs stadsteater.

## Filmografi
- 1935 – Fredlös
- 1937 – Laila
- 1938 – På kryss med Albertina
- 1939 – Rosor varje kväll
- 1943 – Elvira Madigan
- 1944 – Skåningar
- 1945 – Sten Stensson kommer till stan
- 1946 – Ungdom i fara
- 1946 – Jag älskar dig, argbigga
- 1948 – Vart hjärta har sin saga
- 1949 – Hur tokigt som helst
- 1952 – Adolf i toppform

## Teater

### Roller (ej komplett)
| År   | Roll                                                    | Produktion                                                                         | Regi                                             | Teater                         |
| ---- | ------------------------------------------------------- | ---------------------------------------------------------------------------------- | ------------------------------------------------ | ------------------------------ |
| 1927 |                                                         | Folket i Simlångsdalen Fredrik Ström                                               |                                                  | Turné                          |
| 1929 | Lord Grenham                                            | Vi ä' alla lika Frederick Lonsdale                                                 | Rudolf Wendbladh                                 | Helsingborgs stadsteater       |
| 1929 | Caramanchel                                             | Don Gil av gröna byxor Tirso de Molina                                             | Rudolf Wendbladh                                 | Helsingborgs stadsteater       |
| 1929 | En herre                                                | Periferi František Langer                                                          | Rudolf Wendbladh                                 | Helsingborgs stadsteater       |
| 1929 | Mason                                                   | Resans slut Robert Cedric Sheriff                                                  | Rudolf Wendbladh                                 | Helsingborgs stadsteater       |
| 1929 | Krak                                                    | Herr Dardanell och hans upptåg på landet August Blanche                            | Rudolf Wendbladh                                 | Helsingborgs stadsteater       |
| 1930 | Corvino                                                 | Volpone Ben Jonson                                                                 | Rudolf Wendbladh                                 | Helsingborgs stadsteater       |
| 1930 | Poliskonstapeln                                         | Topaze Marcel Pagnol                                                               | Albert Nycop                                     | Helsingborgs stadsteater       |
| 1930 | Edward Armitage                                         | Mordet i andra våningen Frank Vosper                                               | Rudolf Wendbladh                                 | Helsingborgs stadsteater       |
| 1930 | Proteus                                                 | Karusellen George Bernard Shaw                                                     | Rudolf Wendbladh                                 | Helsingborgs stadsteater       |
| 1930 | Albert                                                  | Olympia Ferenc Molnár                                                              | Rudolf Wendbladh                                 | Helsingborgs stadsteater       |
| 1930 | Biskop Doran                                            | Rena rama sanningen James H. Montgomery                                            | Rudolf Wendbladh                                 | Helsingborgs stadsteater       |
| 1930 | Greve Faludi                                            | Jag är min syster Ralph Benatzky och Robert Blum                                   | Rudolf Wendbladh                                 | Helsingborgs stadsteater       |
| 1931 | Perukmakare Ström                                       | Markurells i Wadköping Hjalmar Bergman                                             | Albert Nycop                                     | Helsingborgs stadsteater       |
| 1931 | Kajafas                                                 | Barabbas Michel de Ghelderode                                                      | Rudolf Wendbladh                                 | Helsingborgs stadsteater       |
| 1931 | Brégallion                                              | "Succes!" Édouard Bourdet                                                          | Rudolf Wendbladh                                 | Helsingborgs stadsteater       |
| 1931 | Emanuel Dofzin                                          | Sensation Erik Lindorm                                                             | Rudolf Wendbladh                                 | Helsingborgs stadsteater       |
| 1931 | Eriksson                                                | Thalias barn Tor Hedberg                                                           | Rudolf Wendbladh                                 | Helsingborgs stadsteater       |
| 1931 | Panisse                                                 | Marius Marcel Pagnol                                                               | Rudolf Wendbladh                                 | Helsingborgs stadsteater       |
| 1931 | Lord Cecil                                              | Elisabet av England Ferdinand Bruckner                                             | Rudolf Wendbladh                                 | Helsingborgs stadsteater       |
| 1931 | Konrad                                                  | Lyckans fé Ferenc Molnár                                                           | Einar Lidholm                                    | Helsingborgs stadsteater       |
| 1931 | Inspektorn                                              | Hans nåds testamente Hjalmar Bergman                                               | Rudolf Wendbladh                                 | Helsingborgs stadsteater       |
| 1932 | Anatol Scherr                                           | Till polisens förfogande Max Alsberg och Otto Ernst Hesse                          | Albert Nycop                                     | Helsingborgs stadsteater       |
| 1932 | Doktor Parpalaid                                        | Knock eller Läkarkonstens triumf Jules Romains                                     | Rudolf Wendbladh                                 | Helsingborgs stadsteater       |
| 1932 | Biscotte                                                | Svindlare Louis Verneuil                                                           | Rudolf Wendbladh                                 | Helsingborgs stadsteater       |
| 1932 | Boutin                                                  | Fröken Jacques Deval                                                               | Rudolf Wendbladh                                 | Helsingborgs stadsteater       |
| 1932 | Van Dyck Borgmästare, Öbacka stad                       | Vi Ludvig Nordström                                                                | Rudolf Wendbladh                                 | Helsingborgs stadsteater       |
| 1932 | Schünzl                                                 | Fröken Kyrkråtta Ladislas Fodor                                                    | Albert Nycop                                     | Helsingborgs stadsteater       |
| 1932 | Kadermann                                               | Du och jag Ralph Benatzky och Hans Müller-Einigen                                  | Rudolf Wendbladh                                 | Helsingborgs stadsteater       |
| 1933 | Tummen                                                  | Kalle Karlssons knepigheter Oscar Rydqvist                                         | Rudolf Wendbladh                                 | Helsingborgs stadsteater       |
| 1933 | Dr Wuttke                                               | Före solnedgången Gerhart Hauptmann                                                | Rudolf Wendbladh                                 | Helsingborgs stadsteater       |
| 1933 | Pastorn                                                 | Fadren August Strindberg                                                           | Rudolf Wendbladh                                 | Helsingborgs stadsteater       |
| 1933 | Malvolio                                                | Trettondagsafton William Shakespeare                                               | Rudolf Wendbladh                                 | Helsingborgs stadsteater       |
| 1933 | Mild                                                    | För sant för att vara bra George Bernard Shaw                                      | Rudolf Wendbladh                                 | Helsingborgs stadsteater       |
| 1933 | Göran                                                   | Mäster Olof August Strindberg                                                      | Rudolf Wendbladh                                 | Helsingborgs stadsteater       |
| 1933 | Herr Berger                                             | Karl den store, högerytter László Bús-Fekete                                       | Rudolf Wendbladh                                 | Helsingborgs stadsteater       |
| 1933 | Anton Den grinige herrn                                 | Den lilla butiken László Bús-Fekete                                                | Albert Nycop                                     | Helsingborgs stadsteater       |
| 1934 | Agge                                                    | Ett brott Sigfrid Siwertz                                                          | Rudolf Wendbladh                                 | Helsingborgs stadsteater       |
| 1934 | Stratton                                                | Syndafloden Henning Berger                                                         | Rudolf Wendbladh                                 | Helsingborgs stadsteater       |
| 1934 | Informatorn                                             | Gamla herrgården Oscar Wennersten                                                  |                                                  | Fredriksdalsteatern            |
| 1934 | Löpar-Nisse                                             | Värmlänningarna Fredrik August Dahlgren och Andreas Randel                         |                                                  | Fredriksdalsteatern            |
| 1934 | Lucien Gadarin                                          | OBS! Nymålat René Fauchois                                                         | Albert Nycop                                     | Helsingborgs stadsteater       |
| 1934 | Brabantio Gratiano                                      | Othello William Shakespeare                                                        | Rudolf Wendbladh                                 | Helsingborgs stadsteater       |
| 1934 | Vidrik                                                  | Ljungby Horn Edgar Collin, Vilhelm Østergaard, och Alfred Ipsen                    | Albert Nycop                                     | Helsingborgs stadsteater       |
| 1935 | Wenusch                                                 | Gatumusikanter Paul Schurek och Hanns Sassmann                                     | Rudolf Wendbladh                                 | Helsingborgs stadsteater       |
| 1935 | Mild                                                    | För sant för att vara bra George Bernard Shaw                                      | Rudolf Wendbladh                                 | Helsingborgs stadsteater Turné |
| 1935 | George Radfern                                          | Villa Guldregn J.B. Priestley                                                      | Rudolf Wendbladh                                 | Helsingborgs stadsteater       |
| 1935 |                                                         | Småstadsfröknarna Einar Fröberg                                                    |                                                  | Fredriksdalsteatern            |
| 1935 |                                                         | Timmerflottare Teuvo Pakkala                                                       |                                                  | Fredriksdalsteatern            |
| 1935 | Alexander, direktör                                     | Plats för de unga Paul Vulpius                                                     | Albert Nycop                                     | Helsingborgs stadsteater       |
| 1935 | Hipney                                                  | På grund George Bernard Shaw                                                       | Rudolf Wendbladh                                 | Helsingborgs stadsteater       |
| 1935 | Fjodor Ilitj Kulygin                                    | Tre systrar Anton Tjechov                                                          | Rudolf Wendbladh                                 | Helsingborgs stadsteater       |
| 1935 | Redaktör Fogel                                          | Kvartetten som sprängdes Birger Sjöberg                                            | Albert Nycop                                     | Helsingborgs stadsteater       |
| 1936 | Doktorn                                                 | Förstår vi varandra? Petar Preradović                                              | Albert Nycop                                     | Helsingborgs stadsteater       |
| 1936 | Hasek                                                   | Ryttarpatrullen František Langer                                                   | Rudolf Wendbladh                                 | Helsingborgs stadsteater       |
| 1936 | Floré                                                   | Fridas visor eller Oscars fyra bekymmer eller En vecka i Lilla Paris Gösta Sjöberg | Albert Nycop                                     | Helsingborgs stadsteater       |
| 1937 | Henry Higgins                                           | Pygmalion George Bernard Shaw                                                      | Yngve Nordwall                                   | Helsingborgs stadsteater       |
| 1937 | Gustav Haberl                                           | Världens lyckligaste människa Miklós László                                        | Yngve Nordwall                                   | Helsingborgs stadsteater       |
| 1937 | Mr. Brooke                                              | Hans högvördighet ordnar allt Frederick J. Jackson                                 | Yngve Nordwall                                   | Helsingborgs stadsteater       |
| 1937 | Förste underläkaren                                     | Lavinen Karel Čapek                                                                | Rudolf Wendbladh                                 | Helsingborgs stadsteater       |
| 1937 | Martin Gollwitz                                         | Sabinskornas bortrövande Franz och Paul von Schönthan                              | Albert Nycop                                     | Helsingborgs stadsteater       |
| 1938 | Nypon                                                   | Mycket väsen för ingenting William Shakespeare                                     | Rudolf Wendbladh                                 | Helsingborgs stadsteater       |
| 1938 | Charles Arbeziah                                        | Tovarisj Jacques Deval                                                             | Yngve Nordwall                                   | Helsingborgs stadsteater       |
| 1938 | Dvärgen Luxemborg                                       | Carl XII August Strindberg                                                         | Rudolf Wendbladh                                 | Helsingborgs stadsteater       |
| 1939 | Fursten                                                 | N:o 72 František Langer                                                            | Rudolf Wendbladh                                 | Helsingborgs stadsteater       |
| 1939 | Herbert Soppitt                                         | I nöd och lust J.B. Priestley                                                      | Rudolf Wendbladh                                 | Helsingborgs stadsteater       |
| 1939 | Turin                                                   | Kärleken gör under Lope de Vega                                                    | Rudolf Wendbladh                                 | Helsingborgs stadsteater       |
| 1939 | Sir Patrick Cullen                                      | Doktorns dilemma George Bernard Shaw                                               | Rudolf Wendbladh                                 | Helsingborgs stadsteater       |
| 1939 | Martin Vanderhor                                        | Koppla av! Moss Hart och George S. Kaufman                                         | Rudolf Wendbladh                                 | Helsingborgs stadsteater       |
| 1940 | Candy                                                   | Möss och människor John Steinbeck                                                  | Rudolf Wendbladh                                 | Helsingborgs stadsteater       |
| 1940 | Herr Vickberg                                           | Hans nåds testamente Hjalmar Bergman                                               |                                                  | Fredriksdalsteatern            |
| 1940 | Kapten Henry Carr                                       | Vibrationer Charles Morgan                                                         | Rudolf Wendbladh                                 | Helsingborgs stadsteater       |
| 1940 | Gustavo Aguzzi                                          | 30 sekunder kärlek Aldo De Benedetti                                               | Albert Nycop                                     | Helsingborgs stadsteater       |
| 1940 | Sven Nilsson                                            | De knutna händerna Vilhelm Moberg                                                  | Rudolf Wendbladh                                 | Helsingborgs stadsteater       |
| 1940 | Eriksson                                                | Swedenhielms Hjalmar Bergman                                                       | Rudolf Wendbladh                                 | Helsingborgs stadsteater       |
| 1941 | Siggie                                                  | Lyckans gullgosse Clifford Odets                                                   | Rudolf Wendbladh                                 | Helsingborgs stadsteater       |
| 1941 | Praed                                                   | Mrs Warrens yrke George Bernard Shaw                                               | Albert Nycop                                     | Helsingborgs stadsteater       |
| 1941 | Ned Franklin                                            | Lycklig resa! Samson Raphaelson                                                    | Rudolf Wendbladh                                 | Helsingborgs stadsteater       |
| 1941 | Carl Gustav                                             | Christina August Strindberg                                                        | Rudolf Wendbladh                                 | Helsingborgs stadsteater       |
| 1941 | En kristen guldsmed                                     | Aladdin Adam Oehlenschläger                                                        | Herman Ahlsell Rudolf Wendbladh                  | Helsingborgs stadsteater       |
| 1941 | Statsministern                                          | Kungl. Logen Karl Farkas och Hans Lang                                             | Rudolf Wendbladh                                 | Helsingborgs stadsteater       |
| 1942 | Karp                                                    | Mikaels dag Harry Blomberg                                                         | Rudolf Wendbladh                                 | Helsingborgs stadsteater       |
| 1942 | Edouard Chardonne                                       | Resan till Venedig Louis Verneuil                                                  | Albert Nycop                                     | Helsingborgs stadsteater       |
| 1942 | Enander                                                 | Som folk är mest. En stockholmshistoria Herbert Grevenius                          | Albert Nycop                                     | Helsingborgs stadsteater       |
| 1942 | Ygge, kallad Bläsmåla tjuv                              | Rid i natt! Vilhelm Moberg                                                         | Rudolf Wendbladh                                 | Helsingborgs stadsteater       |
| 1942 | Benoit                                                  | Ministeriet vacklar Bruno Engler, Fred Heller och Leonhard Märker                  | Rudolf Wendbladh                                 | Helsingborgs stadsteater       |
| 1943 | Andreas Jarl                                            | Änkeman Jarl Vilhelm Moberg                                                        | Rudolf Wendbladh                                 | Helsingborgs stadsteater       |
| 1943 |                                                         | Dixie Karl Farkas, Adolf Schütz och Michael Krasznay-Krausz                        | Per Knutzon                                      | Helsingborgs stadsteater       |
| 1944 | Kit Carson                                              | Livet är ju härligt William Saroyan                                                | Per Knutzon                                      | Helsingborgs stadsteater       |
| 1944 |                                                         | För öppen ridå Mogens Brandt                                                       | Per Knutzon                                      | Helsingborgs stadsteater       |
| 1944 | Rushjelm                                                | Aschebergskan på Widtskövle Brita von Horn och Elsa Collin                         | Ingmar Bergman                                   | Helsingborgs stadsteater       |
| 1944 |                                                         | Fan ger ett anbud Carl Erik Soya                                                   | Ingmar Bergman                                   | Helsingborgs stadsteater       |
| 1944 | Duncan                                                  | Macbeth William Shakespeare                                                        | Ingmar Bergman                                   | Helsingborgs stadsteater       |
| 1945 | Det okulta                                              | Kriss-Krass-Filibom, revy Rune Moberg och Sture Ericson                            | Ingmar Bergman                                   | Helsingborgs stadsteater       |
| 1945 |                                                         | Sagan Hjalmar Bergman                                                              | Ingmar Bergman                                   | Helsingborgs stadsteater       |
| 1945 | Titus Jaywood                                           | Älskling jag ger mig Mark Reed                                                     | Sture Ericson                                    | Helsingborgs stadsteater       |
| 1945 | Lektorn, Mariannes far                                  | Reducera moralen Sune Bergström                                                    | Ingmar Bergman                                   | Helsingborgs stadsteater       |
| 1945 | Szabaniewicz                                            | Jacobowsky och översten Franz Werfel                                               | Ingmar Bergman                                   | Helsingborgs stadsteater       |
| 1945 | Grosshandlaren                                          | Rabies Olle Hedberg                                                                | Ingmar Bergman                                   | Helsingborgs stadsteater       |
| 1945 | Gurlis far Stinsen Fredriksson Johan Smeden Hovsångaren | Ett puzzlespel Kaj Munk                                                            | Sture Ericson                                    | Helsingborgs stadsteater       |
| 1946 | Tommy                                                   | Hjärtan och njurar John Patrick                                                    | Gösta Terserus                                   | Helsingborgs stadsteater       |
| 1946 | Mark                                                    | Rekviem Björn-Erik Höijer                                                          | Ingmar Bergman                                   | Helsingborgs stadsteater       |
| 1946 | Direktör Humbert                                        | Av hjärtans lust Karl Ragnar Gierow                                                | Lars-Levi Læstadius                              | Helsingborgs stadsteater       |
| 1946 | Abraham Penrhyn                                         | Eklöv och lavendel Seán O'Casey                                                    | Lars-Levi Læstadius                              | Helsingborgs stadsteater       |
| 1946 | Jocke                                                   | Krigsmans erinran Herbert Grevenius                                                | Sture Ericson                                    | Helsingborgs stadsteater       |
| 1947 | Pompejus                                                | Lika för lika William Shakespeare                                                  | Lars-Levi Læstadius                              | Helsingborgs stadsteater       |
| 1947 | Hansen                                                  | Peppar och salt Siegfried Geyer och Paul Frank                                     | Lars-Levi Læstadius                              | Helsingborgs stadsteater       |
| 1947 | Peder Stordal                                           | Kranes konditori Cora Sandel                                                       | Lars-Levi Læstadius                              | Helsingborgs stadsteater       |
| 1947 | Doktor Josef Lundblom                                   | Melodi på lergök Lars-Levi Læstadius                                               | Lars-Levi Læstadius                              | Helsingborgs stadsteater       |
| 1947 | Sid Davis                                               | Ljuva ungdomstid Eugene O’Neill                                                    | Sture Ericson                                    | Helsingborgs stadsteater       |
| 1947 | Medverkande                                             | Fängslande men flyktigt, revy                                                      | Gunnar Ekström Sture Ericson Lars-Levi Læstadius | Helsingborgs stadsteater       |
| 1948 | Jeppe                                                   | Jeppe på berget Ludvig Holberg                                                     | Lars-Levi Læstadius                              | Helsingborgs stadsteater       |
| 1948 | Borgmästaren                                            | Revisorn Nikolaj Gogol                                                             | Lars-Levi Læstadius                              | Helsingborgs stadsteater       |

## Bilder

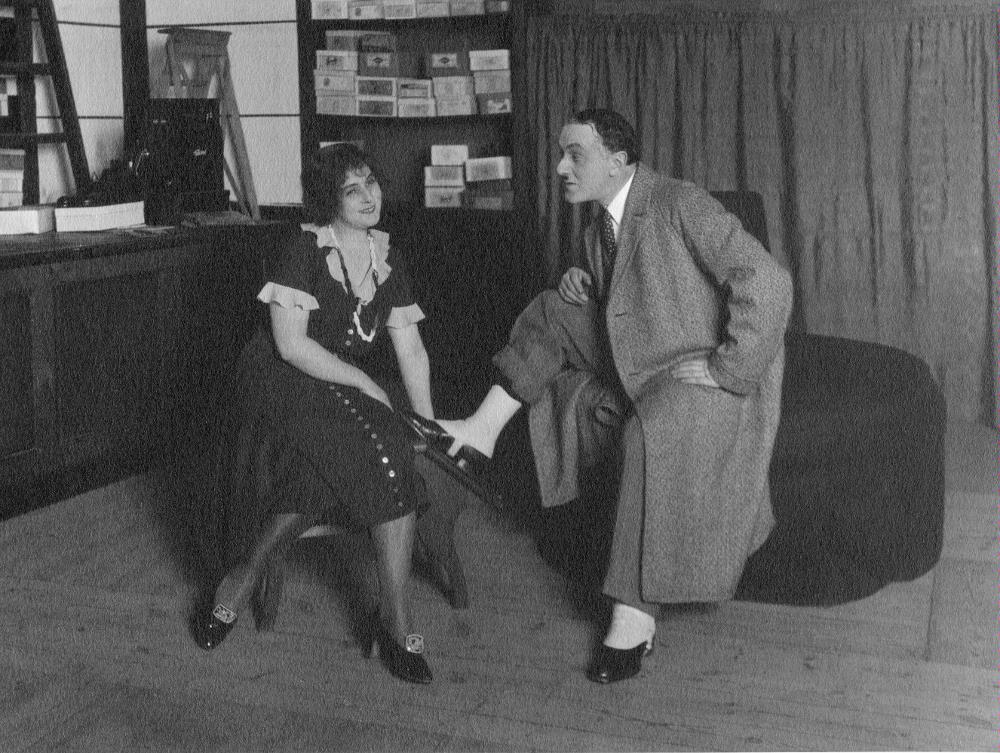
Elsa Ebbesen och Otto Landahl i Jag är min syster på Helsingborgs stadsteater 1930.
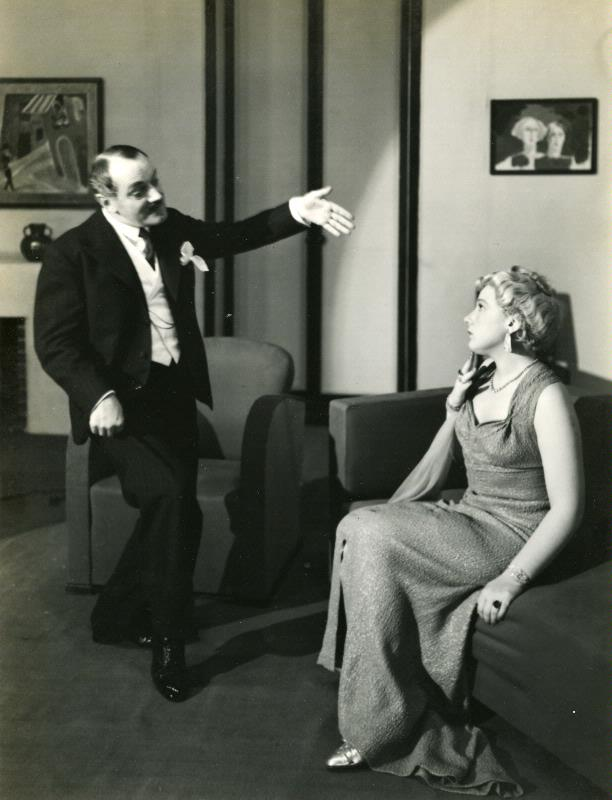
Otto Landahl och Sif Ruud i Tovarisj på Helsingborgs stadsteater 1938.